# Szalay Éva
Szalay Éva (1963. október 15. –) magyar szinkronrendező.

## Életpályája
Középiskolai tanulmányait a Madách Imre Gimnázium irodalom-dráma tagozatán végezte, osztálytársai voltak többek között Görög László, Novák Eszter, Radnai Annamária, Dezsőffy Rajz Katalin, Bor Zoltán és Breyer Zoltán. Pályáját a Pannónia Filmstúdióban kezdte, eleinte rendezőasszisztensként dolgozott, olyan szinkronrendezők mellett, mint Dr. Márkus Éva, Mezei Éva vagy Juhász Anna.
Szinkronrendezőként többek között olyan stúdiókban dolgozott, mint a Mikroszinkron, a Duna Televízió, Hang-Kép Szinkroncsoport, a Subway, a BTI és az SDI Media Hungary. Jelenleg a Mafilm Audio Kft. szinkronrendezője.
Két lánya közül az idősebb, Kéthely Nagy Luca szintén szinkronrendező lett.

## Fontosabb szinkronrendezései
- Mrs. Miniver (Mrs. Miniver – 1942)
- Fekete nárcisz (Black Narcissus – 1947)
- Betörő az albérlőm (The Ladykillers – 1955)
- Ítélet Nürnbergben (Judgment at Nuremberg – 1961)
- Arábiai Lawrence (Lawrence of Arabia – 1962)
- Asterix, a gall (Astérix le Gaulois – 1967)
- Arcok (Faces – 1968)
- Producerek (The Producers – 1968)
- Anna ezer napja (Anne of the Thousand Days – 1969)
- Éjszakám Maudnál (Ma nuit chez Maud – 1969)
- Szerelmes asszonyok (Women in Love – 1969)
- Gyilkos túra (Deliverance – 1972)
- A Poszeidon katasztrófa (The Poseidon Adventure – 1972)
- Egy hatás alatt álló nő (A Woman Under the Influence – 1974)
- Az elnök emberei (All the President's Men – 1976)
- Rocky (Rocky – 1976)
- A názáreti Jézus (Jesus of Nazareth – 1977)
- Ki öli meg Európa nagy konyhafőnökeit? (Who is killing the great chefs of Europe? – 1978)
- Brian élete (Life of Brian – 1979)
- Az elefántember (The Elephant Man – 1980)
- Beverly Hills-i zsaru (Beverly Hills Cop – 1984)
- Bíborszín (The Color Purple – 1985)
- Az alkalmi turista (The Accidental Tourist – 1988)
- Kakukktojás (Torch Song Trilogy – 1988)
- Bűnök és vétkek (Crimes and Misdemeanors – 1989)
- Seinfeld (Seinfeld – 1989)
- A szakács, a tolvaj, a feleség és a szeretője (The Cook the Thief His Wife & Her Lover – 1989)
- V. Henrik (Henry V – 1989)
- Minden reggel (Tous les matins du monde – 1991)
- Otthonom, Idaho (My Own Private Idaho – 1991)
- Bronxi mese (A Bronx Tale – 1993)
- Három szín: Kék (Trois couleurs: Bleu – 1993)
- Csalóka napfény (Утомлённые солнцем – 1994)
- Három szín: Fehér (Trois couleurs: Blanc – 1994)
- Három szín: Piros (Trois couleurs: Rouge – 1994)
- Muriel esküvője (Muriel's Wedding – 1994)
- Priscilla, a sivatag királynőjének kalandjai (The Adventures of Priscilla, Queen of the Desert – 1994)
- A remény rabjai (The Shawshank Redemption – 1994)
- Las Vegas, végállomás (Leaving Las Vegas – 1995)
- Teljes napfogyatkozás (Total Eclipse – 1995)
- Titkom virága (La flor de mi secreto – 1995)
- Fargo (Fargo – 1996)
- Harmadik műszak (Third Watch – 1999)
- A viszony (The Affair – 2014)
- Durrellék (The Durrells – 2016)
- A kedvenc (The Favourite – 2018)
- Kszi, Simon (Love, Simon – 2018)
- Richard Jewell balladája (Richard Jewell – 2019)
- A Gucci-ház (House of Gucci – 2021)
- Ahol a folyami rákok énekelnek (Where the Crawdads Sing – 2022)
- Dahmer – Szörnyeteg: A Jeffrey Dahmer-sztori (Dahmer – Monster: The Jeffrey Dahmer Story – 2022)